# الدمم (همدان)

تعديل مصدري - تعديل

الدمم هي إحدى قرى عزلة ربع همدان بمديرية همدان التابعة لمحافظة صنعاء، يبلغ تعداد سكانها 1955 نسمة حسب تعداد اليمن لعام 2004.